# 館 (志木市)
館（たて）は、埼玉県志木市の町名。現行行政地名は館一丁目から二丁目。郵便番号は353-0006。

## 地理

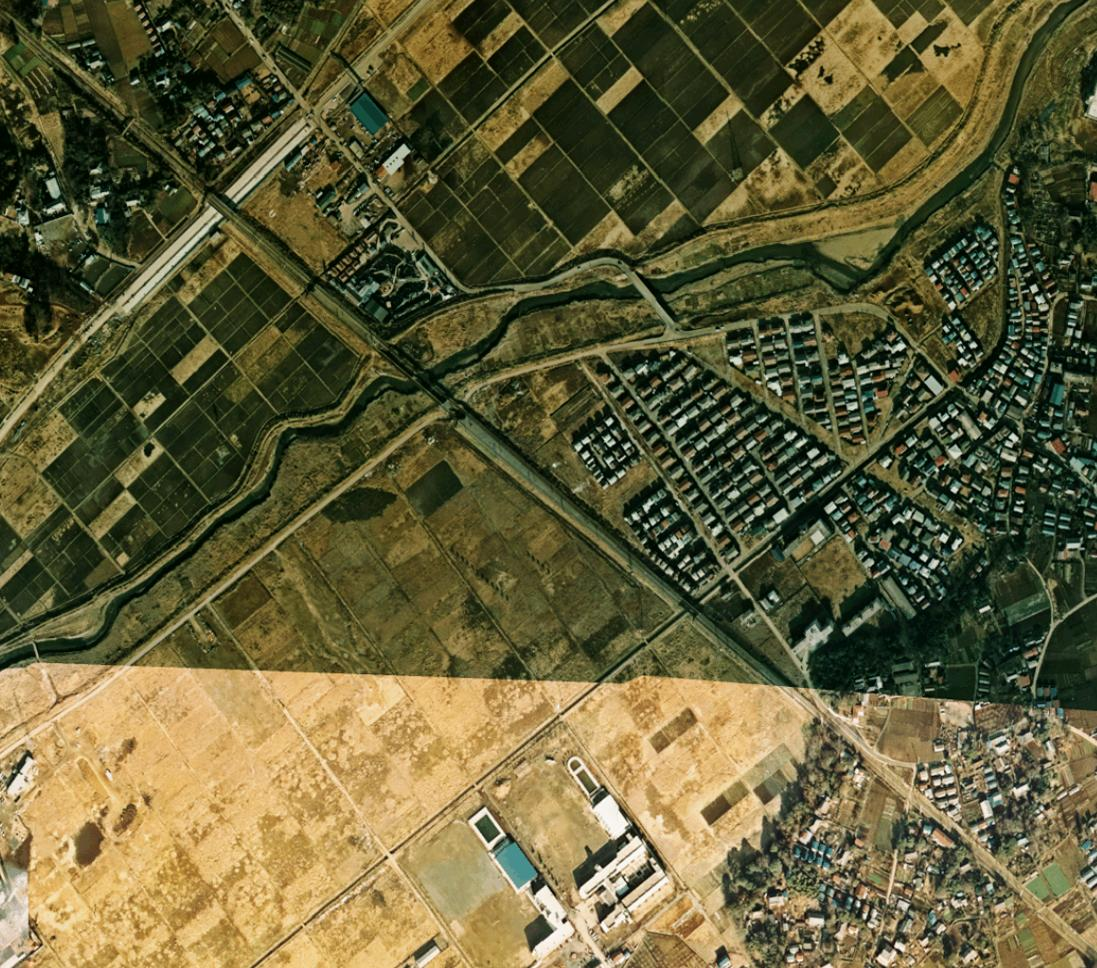
開発前の様子

志木市の西部の低地に位置し、新座市、富士見市、三芳町と隣接する。志木ニュータウンとして造成され、造成されたエリアを大字志木から地名変更した。
境界を柳瀬川が流れ、かつては田園地帯であった。志木市の発行するハザードマップ上では、3 mから5 mの浸水が想定されている。

## 歴史
1874年（明治7年）江戸期からの引又町（引又村や引又宿とも）と舘村が合併して志木宿となった。その舘村が由来となっている。引又町には引又河岸があった。なお、志木宿は1889年（明治22年）の町村制の施行の際に志木宿から大字志木のもととなる志木町に改称したが、その後紆余曲折を経て1955年の足立町の成立の際に大字志木となる。

### 沿革
- 1971年（昭和46年） - 鹿島建設による志木ニュータウン計画が始動[7]。
- 1975年（昭和50年） - 志木大橋完成。
- 1979年（昭和54年）
  - 8月 - 志木ニュータウンが一部完成。入居を開始[5]。
  - 11月8日 - 柳瀬川駅が開業。
- 1979年（昭和54年）3月1日 - 住居表示の実施により[5]、大字志木の一部から館一丁目から四丁目が成立[8]。大字志木が消滅[8]。
- 1988年（昭和63年） - ニュータウンの計画建物すべてが完成。

## 世帯数と人口
2021年（令和3年）12月31日現在の世帯数と人口は以下の通りである。
| 町丁     | 世帯数    | 人口    |
| -------- | --------- | ------- |
| 館一丁目 | 1,135世帯 | 2,433人 |
| 館二丁目 | 2,325世帯 | 5,085人 |
| 計       | 3460世帯  | 7,518人 |

## 小・中学校の学区
市立小・中学校に通う場合、学区（校区）は以下の通りとなる。
| 番地                           | 小学校                 | 中学校                 |
| ------------------------------ | ---------------------- | ---------------------- |
| 一丁目1〜3番 二丁目5〜7番      | 志木市立志木第二小学校 | 志木市立志木第二中学校 |
| 一丁目4〜6番 二丁目1〜4番、8番 | 志木市立志木第四小学校 | 志木市立志木第二中学校 |

## 交通

### 鉄道
- 東武東上本線柳瀬川駅

### 道路
- 柳瀬川通り
- マロニエ通り

## 施設
- 志木ニュータウン
- 志木市立志木第二中学校
- 志木市立志木第二小学校
- 志木市立志木第四小学校
- 志木市立柳瀬川図書館
- 志木市民体育館
- 柳瀬川駅前郵便局
- 館近隣公園